# Zuiveringsschap Oostelijk Gelderland
Het Zuiveringsschap Oostelijk Gelderland was in 1971 opgericht met als taak het zuiveren van het afvalwater. Deze taak was voortgevloeid uit de Wet Verontreiniging Oppervlaktewater uit 1970. Het zuiveringsschap had als beheersgebied de Achterhoek en de Liemers, maar ook gemalen in Arnhem en heeft vanaf de oprichting enkele nieuwe waterzuiveringsinstallaties gebouwd. De hoofdvestiging stond in Doetinchem. In 1997 fuseerde het zuiveringsschap samen met een aantal waterschappen tot waterschap Rijn en IJssel.